# 阿氏前川殿内
阿氏 前川殿内（あうじ まえかわどぅんち）は、南山王国第3代国王・汪応祖の次男、唐名・阿衡基、南風原按司守忠を元祖とする琉球王国の士族（首里士族）。
1世・守忠は山南王・汪応祖の次男。幼少の頃、父母が亡くなり、兄・他魯毎に育てられた。他魯毎が尚巴志に滅ぼされると、守忠は城を脱出して、具志頭間切花城村の安里大親の家に匿われて生き延びた。息子・花城親方守知は赤頭職として首里城に仕官し、その後尚真王の養育係を務めた。
守知の長女・思戸金は謝氏知名親雲上成良に嫁ぎ、その娘・思戸金按司加那志（号・華后）はのち尚真王の側室になり、尚清王を産んだ。その後歴代当主は、総地頭職、脇地頭職を歴任、11世・守卿の時、玉城間切前川村の脇地頭職に転任、以後前川を家名とした。

## 系譜
- 1世 阿衡基・南風原按司守忠
- 2世 阿擢莘・花城親方守知
- 3世 阿覇勲・阿波根親雲上守庸
- 4世 阿範坤・阿波根親方守良
- 5世 阿班瓊・阿波根親方守純
- 6世 阿榜琨・中城親方守賢
- 7世 阿邦英・中城親方守真（守賢次男）
- 8世 阿邦卿・伊舎堂親方守浄（守賢五男。兄に嗣子なきため、その家統を継ぐ）
- 9世 阿天叙・真謝親方守祐
- 10世 阿開祖・真謝里之子親雲上（病気のため、家統は継がず）
- 10世 阿含章・浦添親雲上守明（父病気のため、祖父・守祐の家統を継ぐ）
- 11世 阿世瑞・前川親方守卿
- 12世 阿日新・前川親雲上守英
- 13世 阿文彬・前川親雲上守勇
- 14世 阿士敏・前川親方守紀
- 15世 阿増秀・前川親雲上守房
- 16世 阿掌教・前川子守本